# Baijiu
Baijiu, ou shaojiu (烧酒/燒酒), é um licor chinês incolor, normalmente com teor de álcool entre 35% e 60% por volume.   Cada tipo de baijiu usa seu próprio tipo de qū para fermentação para criar um perfil de sabor distinto e característico.
Baijiu é um líquido claro geralmente destilado de sorgo fermentado, embora outros grãos possam ser usados; alguns estilos do sudeste chinês podem empregar arroz ou arroz glutinoso, enquanto outras variedades chinesas podem usar trigo, cevada, milho ou lágrimas de Jó em seus purês. A cultura inicial qū usada na produção de baijiu é geralmente feita de grão de trigo pulverizado ou arroz cozido no vapor.      
Devido à sua clareza, o baijiu pode parecer semelhante a vários outros licores do Leste Asiático, por exemplo, shōchū japonês (25%) ou soju coreano (20–45%), mas muitas vezes tem um teor alcoólico significativamente mais alto (35–60%).

## História

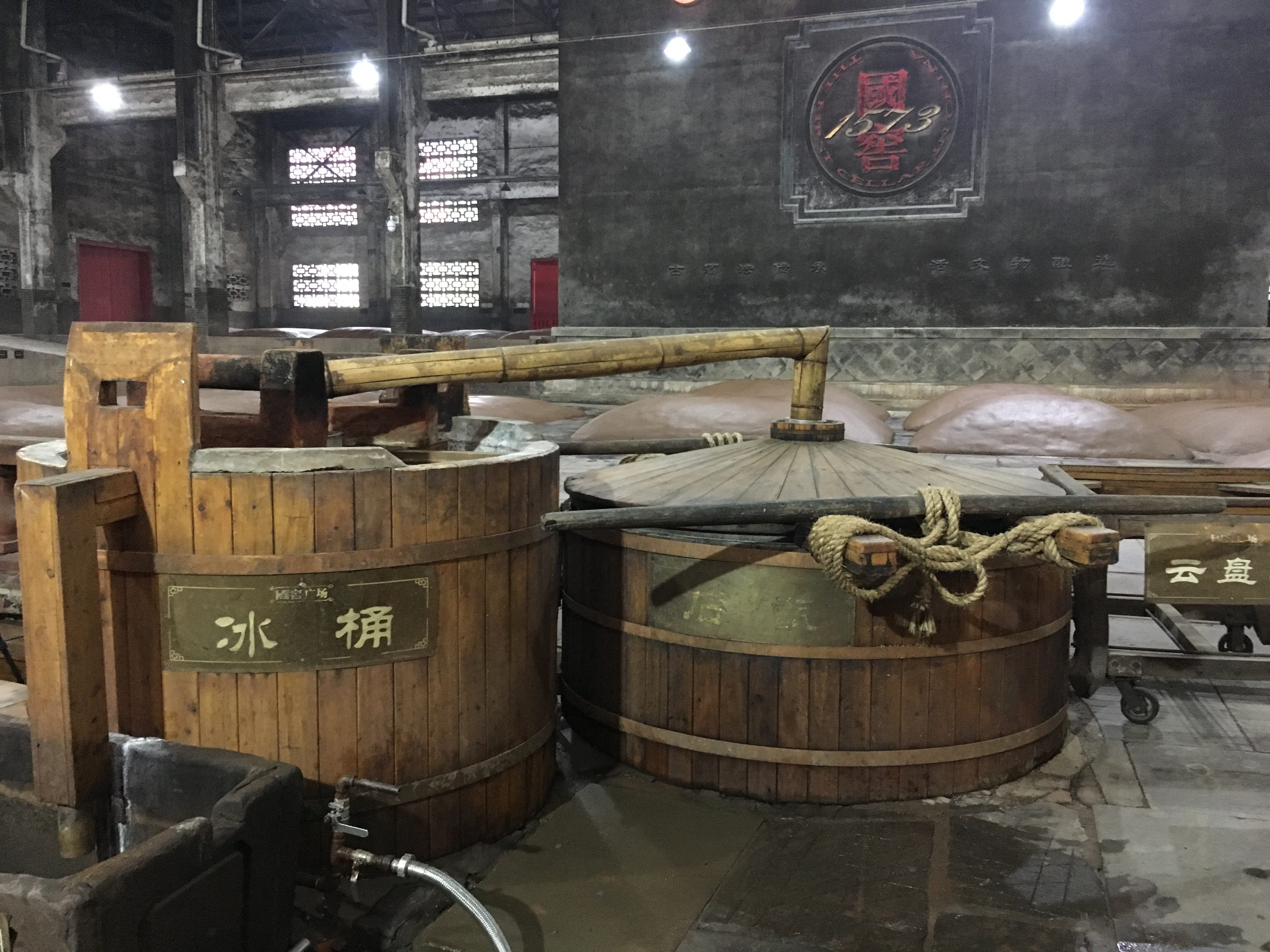
Destilaria Guojiao, com aparelho para destilação tradicional de baijiu.

Nenhuma data exata é conhecida para a invenção da forma moderna baijiu, pois provavelmente surgiu gradualmente com o desenvolvimento da tecnologia de destilaria ao longo de um longo período de tempo.

## Modo de consumo

### Etiqueta tradicional
Os chineses tradicionalmente servem o baijiu puro, à temperatura ambiente,  em pequenas xícaras ou copos, embora o recipiente para beber varie conforme a região. É tradicional beber baijiu com comida em vez de sozinho, embora muitas vezes seja infundido com frutas ou ervas medicinais e especiarias. 